# Hans Milch
Hans Milch (17. března 1924 Wiesbaden – 8. srpna 1987 Wiesbaden) byl katolický kněz a zakladatel hnutí Actio spes unica, blízkého názorům arcibiskupa Marcela Lefebvra, jenž odmítal rozhodující stanoviska a reformy Druhého vatikánského koncilu (1962 - 1965) a považoval je za neslučitelné s katolickou vírou.

## Život
Johannes Philipp Milch se narodil roku 1924 jako nejmladší ze tří dětí v protestantské rodině. Jeho otec byl advokátem a notářem ve Wiesbadenu, jeho matka pocházela z Koblenze. Hans Milch maturoval na humanistickém Gutenbergově gymnáziu v rodném městě, v roce 1942 byl povolán do armády a během druhé světové války byl nasazen na jižní frontě (v Itálii). Od března 1945 do listopadu 1946 se nacházel v americkém zajateckém táboře ve Francii, kde se seznámil s katolickým knězem, s nímž vedl intenzivní teologické rozhovory. 17. dubna 1946 Hans Milch konvertoval ke katolické církvi.
V roce 1947 zahájil studium filosofie a teologie na jezuitské vysoké škole St. Georgen ve Frankfurtu nad Mohanem. Na kněze byl vysvěcen 8. března 1953 v limburské katedrále. Nejprve působil jako kaplan v Lorch am Rhein, od roku 1954 v Rennerodu a od roku 1957 v katedrále ve Frankfurtu nad Mohanem. 6. ledna 1962 se stal farářem v Hattersheimu nad Mohanem, kde sloužil až do 18. října 1979. Po svém suspendování vystavěl kapli sv. Athanasia v Hattersheimu a převážně v Mohuči pořádal mnoho přednášek o víře.
8. srpna 1987 jej v jeho bytě ve Wiesbadenu četnými ranami nožem zavraždil duševně chorý Luigi Zito, o kterého předtím Hans Milch pečoval. Tělesné ostatky faráře Milcha byly za přítomnosti více než tisíce věřících uloženy na hřbitově ve Wiesbadenu.

## Actio spes unica
Actio spes unica bylo založeno farářem Hansem Milchem 8. února 1977 jako „bojovně-smírčí společenství“. Předcházel mu vznik Hnutí za papeže a církev v roce 1969, které Hans Milch založil společně s profesorem Walterem Hoeresem a mannheimským vrchním studijním radou Fritzem Feulingem. Na konci šedesátých let dvacátého století došel Milch k přesvědčení, že se Druhý vatikánský koncil rozchází s „platnými dokumenty“, které byly modernisty záměrně falešně vykládány a zneužívány.
Věřil, že rozšíření modernismu v katolické církvi je vážnou urážkou Boha, za kterou je třeba vykonávat zástupné pokání. Proto Hans Milch roku 1972 založil modlitební a kající společenství Spes unica, jehož členové se slibem zavázali denně se půl hodiny modlit za záchranu církve, vykonat modlitbu ke svatému archandělu Michaelovi a každý pátek se postit. Ale již dva roky poté otevřel Hans Milch společenství Spes unica také lidem, kteří chtěli sloužit katolické církvi, aniž by se zavazovali k askezi. V roce 1974 rovněž navázal kontakt s Kněžským bratrstvem sv. Pia X., které v Ecône založil arcibiskup Marcel Lefebvre. Milch napomáhal rozšíření působnosti a aktivit Bratrstva v Německu.
V polovině sedmdesátých let Milch zradikalizoval své názory a v okružním listě z března 1977 adresovaném členům hnutí Spes unica napsal, že existuje těsná souvislost s nastávajícím úpadkem katolické církve a závěry Druhého vatikánského koncilu. V okružním listu z 21. října se na členy hnutí za papeže a církev obrací s otázkou, kolik členů jeho názor sdílí. Poté, co zhruba 60% členů vyjádřilo souhlas s jeho názory, spojil Milch hnutí za papeže a církev s hnutím Spes unica, čímž 8. února 1977 vzniklo Actio spes unica.

## Suspendování faráře Milcha
Hans Milch pokračoval ve veřejné kritice biskupů a stále více se přikláněl k názorům arcibiskupa Marcela Lefebvra, což na konci roku 1978 vyústilo v konflikt s Milchovým představeným – limburským biskupem Wilhelmem Kempfem. Biskup Kempf roku 1979 položil Milchovi otázku: „Co soudíte o Marcelu Lefebvrovi?“ V okružním listě z 22. července 1979 se farář Milch bezvýhradně postavil na stranu arcibiskupa Marcela Lefebvra. Poté biskup Kempf 18. října 1979 Milcha suspendoval. 5. prosince 1981 byl položen základní kámen kaple sv. Athanasia v Hattersheimu. Kapli 24. října 1982 vysvětil arcibiskup Lefebvre.

## Milchovo dílo po jeho smrti
Po smrti faráře Hanse Milcha převzalo péči o kapli sv. Athanasia Kněžské bratrstvo sv. Pia X. Actio spes unica se i dnes snaží v díle svého zakladatele nadále pokračovat. Za tímto účelem dodnes pořádá přednášky a publikuje knihy věnované katolické tradici. Hansem Milchem byl výrazně ovlivněn i hudebník Josef Maria Klumb, který na mnoha albech své skupiny Von Thronstahl použil promluvy faráře Milcha. Klumb sám po rozhovoru s Hansem Milchem konvertoval ke katolicismu.